# Flitterwochen
Als Flitterwochen wird eine Zeit unmittelbar nach der Hochzeit bezeichnet, die das Brautpaar gemeinsam verbringt. Die Flitterwochen werden oftmals mit einer Hochzeitsreise verbunden. Der Begriff zweite Flitterwochen findet mitunter Verwendung, wenn ein Paar mittels einer Reise seine Ehe neu beleben möchte.

## Etymologie
Der Begriff stammt wahrscheinlich von dem althochdeutschen filtarazan („liebkosen“) und dem mittelhochdeutschen gevlitter („heimliches Lachen“) bzw. vlittern („kichern, flüstern, kosen“) ab. In der Oeconomischen Encyclopädie von Krünitz von 1858 heißt es zur Definition, eine Flitterwoche sei „im Scherze, die erste Wochen im Ehestande, wo sich die gegenseitige Zärtlichkeit noch in ihrer ganzen Stärke zeiget; in welchem Verstande man auch wohl der Flittermonat braucht, wenn anders diese Zärtlichkeit die Dauer eines Monats erreicht.“ Auch hier wird davon ausgegangen, dass der Begriff „[…] entweder, weil die jungen Weiber in der ersten Woche noch die mit Flittern besetzte hochzeitliche Haube und Bänder trugen, oder auch von einer noch in Nürnberg üblichen, und bereits erwähnten, Gewohnheit, da man bei einer Hochzeit vor das Brauthaus Flittern zu streuen pflegt“, entstand.
Entsprechend dem englischen Begriff Honeymoon wird Honigmonat und vor allem Honigmond hauptsächlich literarisch gebraucht, was auch alte Bezeichnungen für den Juli sind.

## Traditionen
In den USA reisen viele Paare direkt von der Hochzeitsfeier in die Flitterwochen, während die Hochzeitsgesellschaft noch weiter feiert.
Üblicherweise sucht das Brautpaar gemeinsam nach einem Ziel für die Reise. Die „Tradition“, der Mann buche die Flitterwochen, ist hingegen frei erfunden.